# Friedrich von Hausegger (Violinist)
Friedrich von Hausegger (* 19. Dezember 1912 in Hamburg; † 9. August 2000 in Hannover) war ein deutscher Violinist und Musikpädagoge. Er war der Sohn des Dirigenten und Komponisten Siegmund von Hausegger und Enkel des namengebenden Musikwissenschaftlers Friedrich von Hausegger.

## Leben und Werk
Nach dem Abitur 1933 am Wilhelmsgymnasium München studierte Friedrich von Hausegger in Köln, München und Göttingen Musik.
Er wirkte als Professor für Violine und Kammermusik an der Hochschule für Musik und Theater Hannover. Von 1977 bis 1987 gab er mit dem Hausegger-Kammerorchester zahlreiche Konzerte in Hannover und im Rundfunk.
„Gefragt waren seine Erfahrungen, sein Rat und seine Mitwirkung in Jurygremien, beim Aufbau der Kammermusikarbeit von „Jugend musiziert“ und bei weiteren Projekten zur Förderung des künstlerischen Nachwuchses.“